# Vought F4U Corsair
Vought F4U Corsair var et amerikansk jagerfly, der blev produceret i perioden 1940-1952. Flyet var bygget til at operere fra hangarskibe, og flyet spillede en stor rolle under Stillehavskrigen og senere under Koreakrigen.
Flyet var designet med en karakteristisk mågeformet vinge, hvilket gav det gode egenskaber som styrtbombefly. 
| Luftfart | Spire Denne artikel om flyvning er en spire som bør udbygges. Du er velkommen til at hjælpe Wikipedia ved at udvide den. |